# Alano Miller
Alano Miller est un acteur américain né en 1980 à Orlando en Floride.

## Filmographie

### Cinéma
- 2008 : Champagne : Chris
- 2010 : Loop Planes : Junior
- 2010 : Pour aimer, encore : Vaughn
- 2010 : Hector Is Gonna Kill Nate : Nate
- 2012 : All Wifed Out : Kevin
- 2013 : Wish You Well : Eugene Randall
- 2016 : Loving de Jeff Nichols : Raymond
- 2020 : Pour l'amour de Sylvie : Lacy Parker

### Télévision
- 2011 : Royal Pains : Jeff (1 épisode)
- 2011 : How to Make It in America : Malik (1 épisode)
- 2012 : Damages (2 épisodes)
- 2012 : Vegas : Ray Humphries (1 épisode)
- 2013 : Un flic d'exception : Deaundre (1 épisode)
- 2013 : Person of Interest : Robert Johnson et R.J. Phillips (1 épisode)
- 2013 : Ironside : Sergent Seth Courier (1 épisode)
- 2014 : Stalker : Troy Gunn (1 épisode)
- 2014 : Wild Blue : Joaquin Tate
- 2014-2018 : Jane the Virgin : Roman et Aaron Zazo (10 épisodes)
- 2015 : NCIS : Enquêtes spéciales : Vince Armstrong (1 épisode)
- 2015 : Battle Creek : Joey (1 épisode)
- 2016 : Atlanta : Franklin Montague (1 épisode)
- 2016-2017 : Underground : Cato (20 épisodes)
- 2017 : Shots Fired : Dom (1 épisode)
- 2017 : Halt and Catch Fire : Gavin Green (3 épisodes)
- 2019 : The Red Line : Isaiah (2 épisodes)
- 2020 : Cherish the Day : Evan Fisher (8 épisodes)
- 2021-2022 : Dexter: New Blood : Sergent Logan (10 épisodes)